# Hankook Tire
A Hankook Tire é uma fabricante de pneus com sede em Seul, na Coreia do Sul, em 2022 foi a 7ª maior fabricante de pneus do mundo.
A companhia foi fundada em 1941 com o nome de Chosun, tendo mudado o seu nome para Hankook em 1968, o nome hankook se assemelha ao termo 'coreano' na língua coreana, além de pneus, a companhia também produz baterias, rodas e pastilhas de freios.